# Автомобил с повишена проходимост
Джип пренасочва насам.  За българския музикант вижте Джип (музикант).
Автомобилите с повишена проходимост, наричани също джипове или SUV в англоезичните страни, са вид леки автомобили, които имат подобрена проходимост в сравнение с масовите леки автомобили, предназначени за движение по пътища с твърда настилка. Предвижданията на специалистите са, че бурното развитие на този клас автомобили ще продължи и се очаква производството им през следващото десетилетие да се удвои.

## Особености на конструкцията
В исторически план леки автомобили с висока проходимост се произвеждат и имат военно приложение преди и особено по време на Втората световна война. Популярното в България наименование „джип“ на този клас автомобили идва от популярния по това време автомобил с такова предназначение, произвеждан от Chrysler, наложил се в американската армия и от големите количества, предадени в Съветския съюз за Червената армия. Характерните особености на този тип леки автомобили е тяхната компактност и здравина, висока проходимост и задвижване 4х4, като не предлагат особен комфорт при пътуване.
Степента на повишена проходимост варира в широки граници. Класическите джипове са извъншосейни автомобили с възможност за движение през силно пресечен терен. От 90-те години на XX век широко разпространение получават модели, включително колите тип „кросоувър“, запазващи комфорта на класическите пътнически леки автомобили, но с известни подобрения на проходимостта, като пълноприводно задвижване и увеличен пътен просвет. Това пренесено при конструирането и производството на подобни автомобили за граждански цели, породи чрез т.нар. „индустриален дизайн“ нов клас автомобили, наричани SUV (на английски: Sport Utility Vehicle), които като притежават качествата на първосъздадените, имат подобрения, насочени към комфорта на пътуващите, по-голям обем за багаж и по-голям вътрешен обем на салона, по-високо разположени седалки с по-добра видимост, и с тези си качества това са практични автомобили за пътуване и активен отдих. Голяма част от произвежданите автомобили не са със задвижване 4х4, но в конструкцията си имат другите характерни за SUV качества – непретенциозни, но изразителни форми на каросерията с характерни ръбове, удължен преден капак, широка радиаторна решетка, колела голям размер, високо разположение на седалките предлагащи безопасност и по-добър обзор, както и по-голям комфорт при продължително пътуване.
Обикновено са оборудвани с четири задвижващи колела (двойно предаване) за движение по асфалтов път или извън пътя (off-road). Някои джипове притежават капацитет на теглене като на пикап и пространство за пътници като на миниван или на голям седан.
Степента на повишена проходимост варира в широки граници. Класическите джипове са извъншосейни автомобили с възможност за движение през силно пресечен терен. От 90-те години на XX век широко разпространение получават модели, включително кросоувър (RAV) колите, запазващи комфорта на класическите пътнически леки автомобили, но с известни подобрения на проходимостта, като пълноприводно задвижване и увеличен пътен просвет.

## Наименование
В България се употребява масово названието „джип“, докато извън страната този клас автомобили е известен като SUV (на английски: Sport Utility Vehicle, буквално: „спортен полезен автомобил“). Названието „джип“ е навлязло от автомобила с повишена проходимост с търговско наименование Jeep на фирмата Chrysler, който определя популярното наименование на автомобилния клас.
Няма единно мнение за произхода на думата джип (на английски: jeep). Според някои тя идва от съкращението G.P. = G(eneral) P(urpose Vehicle) – кола с общо, разнообразно предназначение; кола, която може да пътува и по неравен, лош път. Други оспорват това, тъй като тези коли всъщност не са с разнообразно, общо, а със специфично, особено предназначение.
На сърбохърватски език думата джип (џип/džip) също се използва със същото значение – за този тип автомобили. Дума с подобна употреба съществува в руски и др. езици.